# Carlos Altamirano

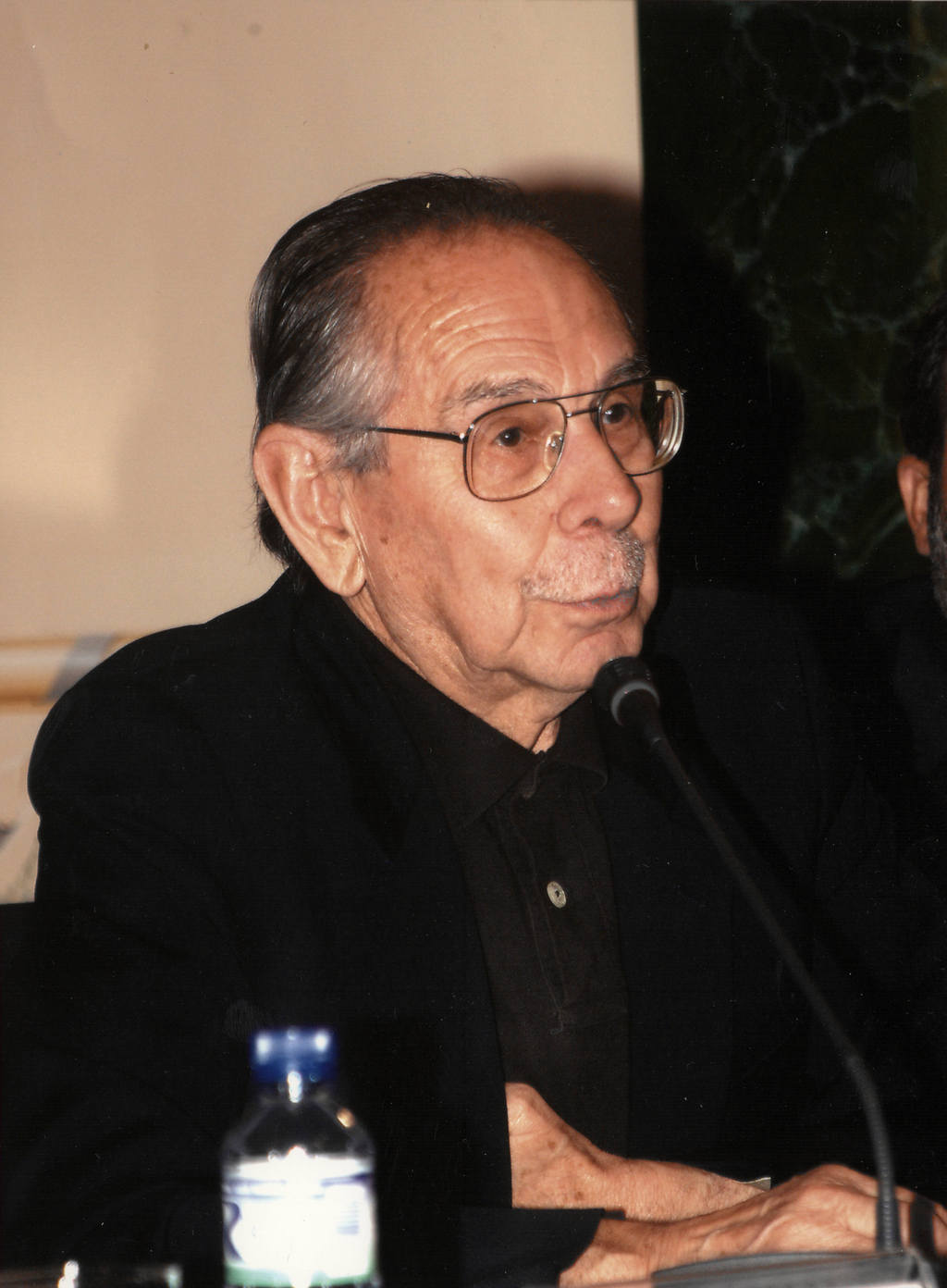
Carlos Altamirano Orrego (2010)

Carlos Altamirano Orrego (* 22. Dezember 1922 in Santiago de Chile; † 19. Mai 2019) war ein chilenischer Politiker der Sozialistischen Partei.
Zwischen 1971 und 1979 war er Generalsekretär seiner Partei. Er war der Protagonist der ideologischen Modernisierung seiner Partei, indem er sie in den 1980er Jahren der Sozialdemokratie näher brachte.

## Biografie
In der Unidad Popular und in der Allende–Regierung vertrat Altamirano den linken Flügel der Sozialisten, der für einen radikalen Umbau der Gesellschaft eintrat. 1971 konnte die Unidad Popular viele Reformen durchsetzen, doch 1972–1973 erlebte das Land eine schwere Wirtschaftskrise, ausgelöst durch ein Handelsembargo der USA, und geriet in ein gewalttätiges politisches Klima, das am 11. September 1973 im Militärputsch von General Pinochet gipfelte. Der Putsch zwang Altamirano in den Untergrund. Am 5. November 1973 gelang ihm mit Hilfe eines Majors des Ministeriums für Staatssicherheit der DDR die Flucht. Nach dem Muster eines an der deutsch-deutschen Grenze sichergestellten Schleuserfahrzeugs hatte das MfS in Argentinien einen Hohlraum hinter dem Rücksitz eines Fahrzeugs einbauen lassen, in dem Altamirano aus Santiago nach Mendoza in Argentinien gebracht wurde.
Altamirano wurde in Havanna von Fidel Castro empfangen und ging bald darauf ins Exil in die DDR.
Nachdem er von den politischen Verhältnissen in der DDR desillusioniert war, zog er 1980 nach Paris, wo er eine enge Beziehung zu Francois Mitterrand pflegte. Von Frankreich aus koordinierte er die Bemühungen seiner Partei, eine Einigung mit der Christdemokratischen Partei zu erzielen, um eine Niederlage Pinochets beim Referendum von 1988 zu erzielen.
Er kehrte 1992 nach Chile zurück und zog sich in sein Privatleben zurück, bis er am 19. Mai 2019 starb.